# 丘斯蘭丁 (新澤西州)
丘斯蘭丁（英語：Chews Landing）是位於美國新澤西州康登縣的非建制地區。

## 歷史
丘斯蘭丁的郵局於1844年設立，其後於1895年停運。

## 地理
丘斯蘭丁所處的海拔為高於海平面12米（即39英呎），而該地所採用的時區為UTC-5，即北美东部时区（EST）。同時該地設有夏令時間，為UTC-5調快一小時，即UTC-4（EDT）。